# Graaf van Hereford

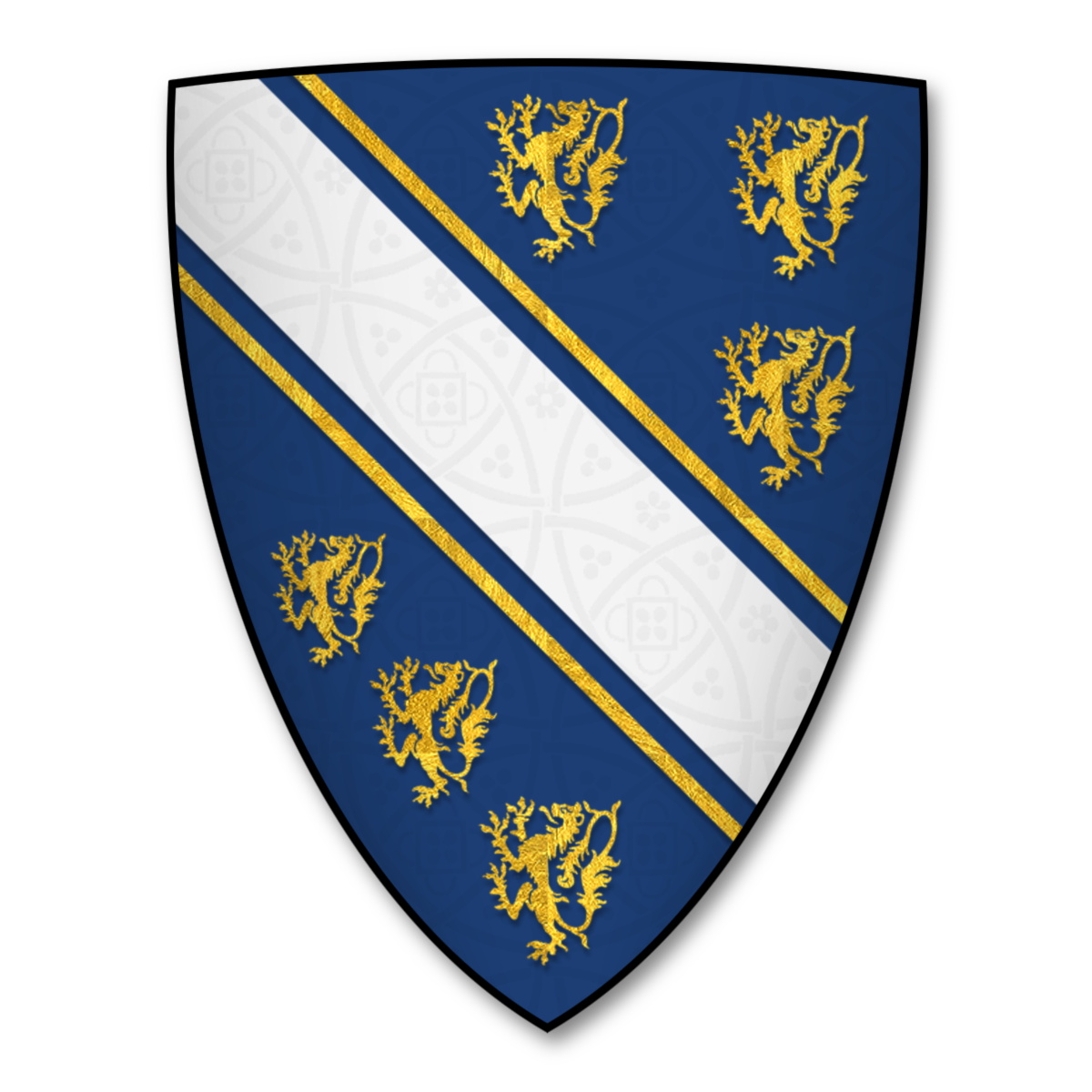
Graaf van Hereford

Graaf van Hereford (Engels: Earl of Hereford) is een adellijke titel in de peerage van Engeland en is vernoemd naar de Engelse stad Hereford. De titel werd zes maal gecreëerd.

## Graaf van Hereford, eerste creatie (1043)
- 1043 – 1051: Swein Godwinson (ca 1020 – 1052), vervallen verklaard 1051

## Graaf van Hereford, tweede creatie (1052)
- 1052 – 1057: Raoul de Mantes (ca 1025/30 – 1057)

## Graaf van Hereford, derde creatie (1058)
- 1058 – 1066: Harold Godwinson (ca 1023 – 1066), werd koning van Engeland in 1066

## Graaf van Hereford, vierde creatie (1067)
- 1067 – 1071: Willem FitzOsbern (ca. 1020 – 1071), 1e graaf van Hereford
- 1071 – 1074: Roger de Breteuil (1056 – na 1087), 2e graaf van Hereford; vervallen verklaard van zijn eigendommen 1074

## Graaf van Hereford, vijfde creatie (1141)
- 1141 – 1143: Miles van Gloucester († 1143), 1e graaf van Hereford
- 1143 – 1155: Roger Fitzmiles (voor 1125 – 1155), 2 graaf van Hereford

## Graaf van Hereford, zesde creatie (1199)
- 1199 – 1220: Henry de Bohun (1176 – 1220), 1e graaf van Hereford
- 1220 – 1275: Humphrey de Bohun (1204 – 1275), 2e graaf van Hereford, 1e graaf van Essex
- 1275 – 1298: Humphrey de Bohun (1249 – 1298), 3e graaf van Hereford, 2e graaf van Essex
- 1298 – 1322: Humphrey de Bohun (ca 1276 – 1322), 4e graaf van Hereford, 3e graaf van Essex
- 1322 – 1336: John de Bohun (1306 – 1336), 5e graaf van Hereford, 4e graaf van Essex
- 1336 – 1361: Humphrey de Bohun (1309 – 1361), 6e graaf van Hereford, 5e graaf van Essex
- 1361 – 1373: Humphrey de Bohun (1342 – 1373), 7e graaf van Hereford, 6e graaf van Essex; hij had twee erfdochters:
  - Eleanor de Bohun (ca 1366 – 1399); zij huwde Thomas van Woodstock, hertog van Gloucester. Hun nazaat Walter Devereux werd in 1550 Markgraaf Hereford
  - Mary de Bohun (ca 1369 – 1394); zij huwde Henry of Bolingbroke, die in 1397 beleend werd met de titel hertog van Hereford en in 1399 koning van Engeland werd